# Kenneth Keith, Baron Keith of Castleacre
Kenneth Alexander Keith, Baron Keith of Castleacre Kt (* 30. August 1916 in Castle Acre, Norfolk; † 1. September 2004 in King’s Lynn, Norfolk) war ein britischer Unternehmer und Merchant Banker, der 1980 als Life Peer aufgrund des Life Peerages Act 1958 Mitglied des House of Lords wurde. Keith gehörte neben Personen wie Siegmund G. Warburg drei Jahrzehnte lang zu den dynamischsten und einflussreichsten Merchant Bankers der City of London.

## Leben

### Ausbildung zum Wirtschaftsprüfer und Zweiter Weltkrieg
Keith, dessen Vater Autor naturgeschichtlicher Bücher war, absolvierte nach dem Besuch der Rugby School eine Ausbildung zum Wirtschaftsprüfer bei der heute zu KPMG gehörenden Wirtschaftsprüfungsgesellschaft Peat Marwick International und war dort bis zum Ausbruch des Zweiten Weltkrieges 1939 tätig.
Im Anschluss trat er als Unterleutnant seinen Militärdienst im 8. Bataillon der Welsh Guards an und wurde zuletzt zum Major befördert. Für seine militärischen Verdienste als Stabsoffizier in Frankreich und Deutschland wurde er im Kriegsbericht erwähnt (Mentioned in dispatches) sowie mit dem Croix de guerre mit silbernem Stern ausgezeichnet. Zeitweise war er Kriegsgefangener.
Nach Kriegsende war Keith zwischen 1945 und 1946 beim Politischen Nachrichtendienst des Außenministeriums (Foreign Office) tätig.

### Aufstieg zum Vorstandsvorsitzenden von Hill Samuel

#### Philip Hill & Partners
Danach wurde er 1946 zunächst Partner von Philip Hill & Partners, deren Direktor er 1948 und deren Geschäftsführender Direktor er 1951 wurde. In dieser Zeit fungierten Herbert Meredith und Sir John Gilmour als Vorstandsvorsitzende des Unternehmens, da der Firmengründer Philip Hill während des Zweiten Weltkrieges gefallen war.
Von Anfang an war Keith maßgeblich an der Expansion des Unternehmens beteiligt. In einem internen Memorandum jener Zeit führte er aus, dass das Hauptziel die Umwandlung des zu dieser Zeit noch kleinen und keineswegs völlig seriösen Unternehmens zu einer „der führenden Finanzinstitute der City of London“ war, und zwar nicht allein durch Joint Venture, sondern durch den Kauf anderer Unternehmen.

#### Philip Hill Higginson & Co
Ein erster Schritt kam im Juni 1950, als ein Zusammenschluss zwischen Philip Hill und dem angesehenen, aber völlig unprofitablen Unternehmen Higginson & Co angekündigt wurde. Nach der Fusion des Unternehmens zu Philip Hill Higginson & Co fungierte Keith zwischen 1951 und 1959 als Geschäftsführender Direktor. Innerhalb von zwei Jahren wurde das neue Institut in der Stadt aufgebaut und der frühere Oberstleutnant und bisherige Direktor von Higginson & Co, George Akers-Douglas, damit beauftragt, die Politik der neuen Firma dem Gouverneur der Bank of England, Cameron Cobbold, 1. Baron Cobbold, zu erläutern, der aber wie bereits sein Vorvorgänger, Montagu Norman, seine Ablehnung von derartigen Unternehmen verdeutlichte, was Keith aber nicht von weiteren Unternehmenserweiterungen abhielt. In der Folgezeit baute Keith das Unternehmenspersonal nicht nur durch Wirtschaftsprüfer aus, sondern auch durch Buchhalter und Rechtsanwälte. Seit den 1950er Jahren erwarb er sich den Ruf eines unkonventionellen Bankers im Vergleich mit den damaligen Standards der Finanzunternehmen in der City of London.
Am 11. August 1951 wurde ihm der Ehrenrang eines Oberstleutnants der Welsh Guards verliehen. 1955 wurde er ferner Direktor des Versicherers Eagle Star Insurance, dessen späteren Eigentümer Sir Brian Mountain er während der Kriegsgefangenschaft kennengelernt hatte.

#### Philip Hill Higginson Erlanger
1958 kam es zur Übernahme des angesehenen, aber ebenfalls unprofitablen Bankhauses Erlanger Ltd., dessen Vorstandsvorsitzender Leo Frédéric Alfred Baron d’Erlanger war. Gleichwohl war das zusammengeschlossene Unternehmen nicht groß und auch die 2,5 Millionen Pfund Sterling, die Keith für Erlanger Ltd. gezahlt hatte, waren mehr, als das Bankhaus wert war. Allerdings bedeutete diese Unternehmenserweiterung, dass das neue Institut Philip Hill Higginson Erlanger automatisch den von Erlanger Ltd gehaltenen Platz im Ausschuss für Zettelbanken (Acceptance Houses Committee) der City of London einnahm. Nach dieser erneuten Fusion war Keith von 1959 bis 1962 Geschäftsführender Direktor sowie im Anschluss zwischen 1962 und 1965 Vorstandsvorsitzender von Philip Hill Higginson Erlanger.
Neben seiner Tätigkeit in diesem Unternehmen war er von 1964 bis 1971 auch stellvertretender Vorstandsvorsitzender der staatlichen Fluggesellschaft British European Airways (BEA). Bereits seit 1963 war Keith, der seit Mitte der 1960er Jahre zu einem akzeptierten Mitglied der einflussreichen Finanzunternehmen wurde, einer der drei Sprecher der City of London bei Verhandlungen mit dem Schatzamt (HM Treasury).

#### Hill Samuel

##### Aufschwung und Ausbau des Unternehmens
Keiths Ehrgeiz zur Vergrößerung des Unternehmens führte 1965 zu einer abgestimmten Übernahme von M. Samuel, einem der traditionellen Finanzunternehmen der City. Vorstandsvorsitzender des neuen Unternehmens Hill Samuel wurde der aus der Familie von Marcus Samuel, 1. Viscount Bearsted stammende Marcus Samuel, 3. Viscount Bearsted. Keith selbst wurde stellvertretender Vorstandsvorsitzender und Chief Executive Officer (CEO) von Hill Samuel, und damit der eigentlich Verantwortliche des Finanzunternehmens. Er baute dieses zu einem der führenden britischen Unternehmen auf den Gebieten Merchant Banking und Finanzdienstleistungen aus und behielt diese Funktionen bis 1980.
Seine aggressive, ehrgeizige Unternehmenspolitik schloss auch Beziehungen mit anderen Unternehmen und Wirtschaftsmanagern wie Arnold Weinstock ein, den Keith beim Erwerb der Associated Electrical Industries (AEI) durch die General Electric Company (GEC) vertrat. Während der Krise um die Abwertung des Pfund Sterling um 17 Prozent am 18. November 1967 galt Keith als Unterstützer von Schatzkanzler Roy Jenkins. Er spielte außerdem eine besondere Rolle bei den Verhandlungen zugunsten der Einrichtung einer Unterabteilung des National Economic Development Office (NEDO) für die City of London, was beim Gouverneur der Bank of England den Eindruck erweckte, dass Keith eine von der Bank of England unabhängige alternative Machtbasis für die City of London schaffen wollte.
Die Größe des neuen Unternehmens, das in einem Artikel aus jener Zeit „der Wal der Wood Street“ (‚the Whale of Wood Street‘) genannt wurde, war einer der Gründe, warum Leslie O’Brien, der zwischen 1966 und 1973 Gouverneur der Bank of England war, vor jedem weiteren Zusammenschluss im Merchant Banking-Sektor warnte. Keith selbst ging davon aus, dass „natürliche Kräfte im Laufe der Zeit mehr Fusionen bringen würden“ (‚natural forces are likely to bring about more mergers in the course of time‘) und die nunmehr zusammengeschlossene Bank gerade einmal die Größe einer der großen Investmentbanken in New York City hätte.
Zum anderen schuf der Zusammenschluss auch Probleme, da zum einen die meisten der bisherigen Direktoren von M. Samuel kündigten und einer der Minderanteilseigner, die First National City of New York, ihre Anteile wegen der weiteren Wachstumspläne von Keith ihre Anteile verkaufte.
Zugleich war Keith, der 1969 zum Knight Bachelor geschlagen wurde und fortan den Namenszusatz „Sir“ führte, zwischen 1970 und 1980 auch Vorsitzender der Unternehmensgruppe Hill Samuel.
In der zweiten Hälfte der 1960er Jahre setzte Keith den Aufbau des wichtigsten Finanzkonglomerats der City of London fort, indem er eine der wichtigsten Schiffsmakler-Gruppen und den innovativen Renten- und Lebensversicherungsmakler Noble Lowndes kaufte. Der letztgenannte Kauf war ein revolutionärer Schritt, da Merchant-Banking-Unternehmen bisher keine vollständigen Finanzdienstleistungen anboten.

##### Abschwung und Finanzkrise 1974
Im Juni 1970 ging Keith jedoch zu weit, indem er den Erwerb der zweitgrößten Immobilien-Gesellschaft Großbritanniens, Metropolitan Estates & Property (MEPC plc), plante. Das Angebot war gedacht, um die Finanzkraft von Hill Samuel zu erhöhen, während MEPC bisher keine Beziehungen zu einem Finanzdienstleistungsunternehmen hatte. Die Anteilseigner von MEPC stimmten jedoch gegen das Angebot, wobei zuvor bereits Makler aus Protest gegen die bekannt gewordene Fusion ihre Geschäftsbeziehungen zu MEPC aufkündigten.
Keith selbst warnte davor, dass „separate und individuelle Aktivitäten in großen Zusammenschlüssen untergehen würden, die in der Spitze hauptsächlich von einer kleiner werdenden Zahl von ‚Businesskraten‘ kontrolliert werden“ (‚separate and individual activities would be submerged in vast corporations generally controlled at the top by a diminishing number of „businesscrats“‘). Ferner wies er die Idee öffentlich zurück, dass Banken massiv in Unternehmen investieren sollten, wie dies in anderen Teilen Europas der Fall war. In diesem Zusammenhang wies er Mitte der 1970er Jahre Beschwerden der Regierung der Labour Party scharf zurück, dass die Finanzunternehmen der City of London nicht genug in die britische Wirtschaft investieren würden.
Als CEO von Hill Samuel war Keith zuletzt 1973 an einem Zusammenschluss mit der angeschlagenen Bank Slater Walker beteiligt, der von zahlreichen Finanzkommentatoren wie Graham Searjeant von der Wochenzeitung The Sunday Times wegen der knappen, kurzzeitigen spekulativen Grundlage der Operationen von Slater Walker kritisch gesehen wurden. In der Folge sank der Aktienkurs der beiden Banken schneller als der anderer Finanzinstitutionen eines Marktes, der am Anfang eines starken Rückgangs stand, der schließlich in der allgemeinen Finanzkrise 1974 endete. In der Folgezeit kam es wieder zur Beendigung der Zusammenarbeit der beiden Finanzunternehmen.
Von dieser Krise Mitte der 1970er Jahre erholte sich Hill Samuel nicht mehr vollständig, insbesondere auch, da Keith anders als Siegmund G. Warburg nicht auch die anderen Finanzmärkte Europas ernst nahm. 1980 strebte er eine Übernahme von Hill Samuel durch Merrill Lynch an, jedoch ohne zuvor sein eigenes Board zu informieren, das Merrills Angebot ablehnte, woraufhin Keith als Chairman zurücktrat. Er blieb jedoch bis 1987 Chairman der Holdingfirma Philip Hill Investment Trust.

### Vorstandsvorsitzender von Rolls-Royce und STC sowie Oberhausmitglied
Während der 1970er Jahre war Keith daher mehr in der Wirtschaft tätig als im Finanzsektor. Er war von 1970 bis 1986 des Weiteren stellvertretender Vorstandsvorsitzender des heute zu GlaxoSmithKline gehörenden Pharmaunternehmens The Beecham Group und war danach ein Jahr lang von 1986 bis 1987 Vorstandsvorsitzender des Unternehmens.
1972 übernahm Keith weiterhin die Funktionen des Vorstandsvorsitzenden und CEO von Rolls-Royce, nachdem das Unternehmen 1971 Insolvenz angemeldet hatte. 1973 kam es zur Verstaatlichung des Unternehmens und der Trennung des Triebwerkeherstellers Rolls-Royce plc und des Automobilherstellers Rolls-Royce Motor Cars. Keith behielt die Funktion als Vorstandsvorsitzender von Rolls-Royce plc ebenfalls bis 1980.
Durch ein Letters Patent vom 6. Februar 1980 wurde Keith als Life Peer mit dem Titel Baron Keith of Castleacre, of Swaffham in the County of Norfolk, aufgrund des Life Peerages Act 1958 in den Adelsstand erhoben und gehörte bis zu seinem Tod dem House of Lords als Mitglied an.
Zuletzt fungierte Baron Keith als Vorstandsvorsitzender zwischen 1985 und 1989 als Vorstandsvorsitzender des Telekommunikationsunternehmens Standard Telephones and Cables (STC).

### Familie
Keith war insgesamt vier Mal verheiratet. In erster Ehe heiratete er am 25. April 1946 Ariel Olivia Winifred Baird, die eine Tochter von John Lawrence Baird, 1. Viscount Stonehaven, der unter anderem zwischen 1925 und 1931 Generalgouverneur Australiens war, aus dessen Ehe mit Sydney Keith-Falconer, 11. Countess of Kintore. Aus der 1958 aufgelösten Ehe gingen Zwillinge hervor.
In zweiter Ehe heiratete er 1962 Nancy Mary Raye Gross, die in erster Ehe mit dem US-amerikanischen Filmregisseur Howard Hawks und in zweiter Ehe mit dem US-amerikanischen Filmproduzenten Leland Hayward verheiratet gewesen war. Diese Ehe wurde 1972 geschieden. In dritter Ehe heiratete er 1973 Marieluz Dennistoun-Webster, die Tochter eines Captain der Royal Navy. Nach deren Tod am 20. Juni 2001 heiratete er zuletzt 2002 Penelope de Laszlo.